# Vlaamse Monumentenprijs
De Vlaamse Monumentenprijs is een prijs ter waarde van 12.500 euro die jaarlijks door de Vlaamse regering wordt uitgereikt. De prijs bekroont een persoon, een instelling of een project met een belangrijke verwezenlijking op het vlak van de Vlaamse monumentenzorg.

## Ontstaan
De Vlaamse Monumentenprijs werd voor het eerst toegekend in 1993 onder de naam Prijs Vlaams Monument en bekroonde pas gerestaureerde monumenten. In 1996 werd de prijs verruimd tot personen, instellingen en projecten.

## Procedure
Elk jaar selecteert de Koninklijke Commissie voor Monumenten en Landschappen een lijst van genomineerden uit alle kandidaatstellingen. Hieruit kiest de Vlaamse regering per provincie telkens één laureaat die 2.500 euro wint. Deze keuze wordt een aantal weken voor Open Monumentendag bekendgemaakt. In de week voorafgaand aan de Open Monumentendag wordt de uiteindelijke winnaar van de Vlaamse Monumentenprijs bekendgemaakt.

## Winnaars
- 2023: Kasteelhoeve Forreist in Brugge
- 2022: Het Steen in Antwerpen
- 2021: Interbellumwoning door Joseph De Bruycker in Roeselare
- 2020: Het Predikheren in Mechelen
- 2019: Gildehuis der Vrije Schippers in Gent
- 2018: Eperon d'Or in Izegem
- 2017: Kasteel Boterberg in Kalmthout
- 2016: De Roma in Antwerpen (onroerenderfgoedprijs)
- 2015: niet georganiseerd
- 2014: Kasteeldomein d'Ursel te Hingene
- 2013: C-Mine te Genk
- 2012: De Sint-Rochuskerk te Ulbeek
- 2011: Bijloke te Gent
- 2010: Domein Pietersheim te Lanaken
- 2009: Zwembad- en stoombadencomplex Veldstraat te Antwerpen
- 2008: De Antwerpse ruien te Antwerpen
- 2007: Hotel De Normandie te Koksijde
- 2006: Stoomcentrum Maldegem te Maldegem
- 2005: Abdij Mariënlof te Kerniel
- 2004: De Sint-Martinusbasiliek te Halle
- 2003: De Koninklijke Academie voor Schone Kunsten van Antwerpen
- 2002: Het Bos 't Ename te Ename
- 2001: De Griffie te Brugge
- 2000: De Gentse Vooruit te Gent
- 1999: Het kasteel d'Aspremont-Lynden te Oud-Rekem
- 1998: Tijdsvenster (PAM Ename) te Ename
- 1997: Het Convent (Begijnhof van Hoogstraten) te Hoogstraten
- 1996: Mout- en Brouwhuis De Snoek te Alveringem
- 1995: Kazemat te Boezinge
- 1994: Huis De Winter te Antwerpen
- 1993: Brouwerij Christiaen te Koekelare